# Lê Thái Ngọc
Lê Thái Ngọc (sinh ngày 15 tháng 10 năm 1957) là một tướng lĩnh trong Quân đội nhân dân Việt Nam, hàm Thiếu tướng, nguyên là Phó Tư lệnh thường trực phía Nam Bộ đội Biên phòng Việt Nam

## Thân thế và binh nghiệp
Lê Thái Ngọc quê quán xã Xuân Thủy, huyện Lệ Thủy, tỉnh Quảng Bình. Hiện cư ngụ tại Phường Bình Thuận, Quận 7, Thành phố Hồ Chí Minh.
Từ tháng 3 năm 1975 đến tháng 5 năm 1975: Ông là chiến sĩ Đại đội 375 Công an vũ trang Khu Vĩnh Linh.
Từ tháng 6 năm 1975 đến tháng 12 năm 1976: Ông là Chiến sĩ đồn Công an 850 Công an vũ trang Minh Hải.
Từ tháng 01 năm 1977 đến tháng 11 năm 1979: Ông là học viên Trường sĩ quan Biên phòng II Vũng Tàu, sau đó là giáo viên Trường sĩ quan Biên phòng Vũng Tàu, cấp bậc Trung sĩ rồi Thiếu úy. Ông được kết nạp vào Đảng Cộng sản Việt Nam ngày 18 tháng 05 năm 1978.
Từ tháng 12 năm 1979 đến tháng 6 năm 1981: Ông học tại Trường Tuyên huấn Trung ương III Thành phố Hồ Chí Minh, cấp bậc Trung úy.
Từ tháng 7 năm 1981 đến tháng 5 năm 1985: Ông là Giáo viên, Bí thư chi bộ Trường sĩ quan Biên phòng Tây Ninh, cấp bậc Thượng úy.
Từ tháng 6 năm 1985 đến tháng 7 năm 1990: Ông học tiếng Nga tại Trường Đại học ngoại ngữ Quân sự, sau đó đi học tại Học viện Quân chính Lê Nin - Liên Xô, cấp bậc Đại úy.
Từ tháng 8 năm 1990 đến tháng 01 năm 1992: Ông là Đảng ủy viên, Phó Chủ nhiệm Chính trị Bộ đội Biên phòng Thành phố Hồ Chí Minh, cấp bậc Thiếu tá.
Từ tháng 2 năm 1992 đến tháng 6 năm 1998: Ông là Ủy viên Thường vụ Đảng ủy, Chủ nhiệm Chính trị Bộ đội Biên phòng Thành phố Hồ Chí Minh, Phó Chỉ huy trưởng Chính trị Biên phòng Cửa khẩu Cảng Sài Gòn - Bộ đội Biên phòng Thành phố Hồ Chí Minh, cấp bậc Trung tá.
Từ tháng 7 năm 1998 đến tháng 10 năm 1999: Ông là Ủy viên Thường vụ Đảng ủy, Bí thư Đảng ủy cơ sở, Phó Chỉ huy trưởng Biên phòng Tiểu khu 65 Cần Giờ - Bộ đội Biên phòng Thành phố Hồ Chí Minh, cấp bậc Thượng tá.
Từ tháng 11 năm 1999 đến 2007: Ông là Bí thư Đảng ủy, Phó Chỉ huy trưởng Chính trị, Chính ủy Bộ đội Biên phòng Thành phố Hồ Chí Minh; hiện nay Ông đang học lớp Chỉ huy Chính trị cấp Trung Sư đoàn tại Học viện Chính trị Quân sự - Bộ Quốc phòng, cấp bậc Đại tá.
Từ năm 2007 đến năm 2013, ông là Phó Chủ nhiệm Chính trị Bộ đội Biên phòng Việt Nam với quân hàm Thiếu tướng.
Năm 2013, ông được bổ nhiệm giữ chức Phó Chính ủy Bộ đội Biên phòng Việt Nam.
Năm 2016, ông được điều động làm Phó Tư lệnh Bộ đội Biên phòng Việt Nam.

## Phong thưởng
- Huân chương Chiến sĩ vẻ vang hạng Nhất, Nhì, Ba[2]
- Huy chương Quân kỳ Quyết thắng[2]
- Huy hiệu 40 năm tuổi Đảng Cộng sản Việt Nam (nhận ngày 24 tháng 5 năm 2018)[3]